# Плотинка (микрорайон Перми)
Плотинка — микрорайон (внутригородской посёлок) в Орджоникидзевском районе города Перми Пермского края России.

## География
Находится на левом берегу реки Гайва к юго-западу от микрорайона Гайва.  Посёлок основан в 1936 году строителями Камской ГЭС. Первопоселенцами посёлка  стали плотники местной геологоразведочной конторы. Название связано с имевшейся тогда здесь плотины через речку. В 1940 году вошёл в состав Перми.

## Инфраструктура
Представляет собой ныне дачное поселение. Большая часть территории входит в садоводческое товарищество №63 «Плотинка».